# 천안월봉초등학교
천안월봉초등학교는 대한민국 충청남도 천안시 서북구에 있는 공립 초등학교이다.

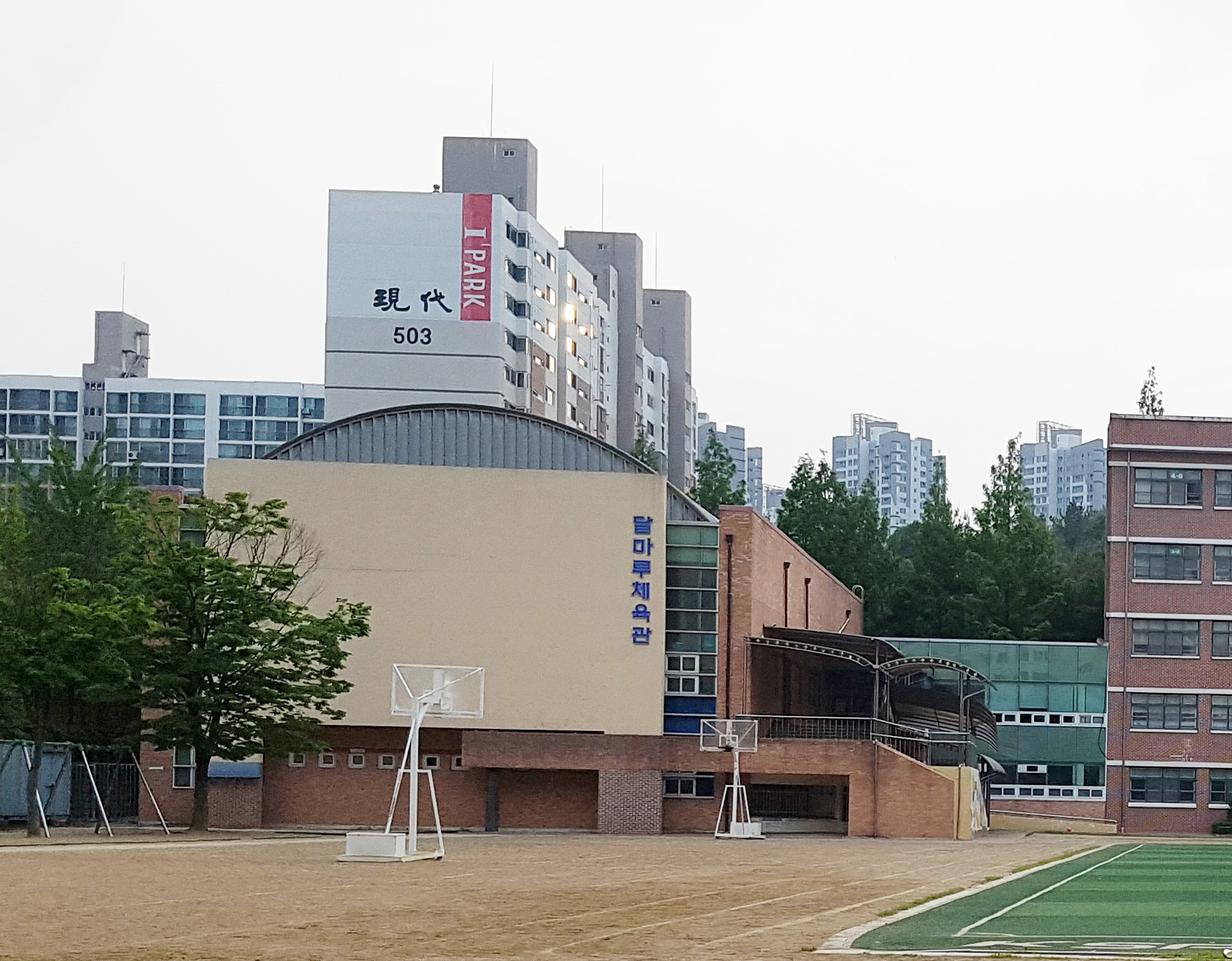
천안월봉초등학교 체육관

## 학교 연혁
- 1999년 3월 1일: 개교
- 2005년 3월 1일: 61학급 편성
- 2011년 3월 1일: 60학급(특수 3학급3) 편성
- 2020년 1월 7일: 제21회 232명 졸업
- 2020년 3월 1일: 53학급(특수 3학급) 편성

## 참고 자료
- 천안월봉초등학교 - 한국교육학술정보원 학교알리미